# 魂灵投射
灵魂投射，又称星光投射、太空投射（英語：Astral projection、Astral travel）是一种以存在着“星光体”离开物理体而能够出体旅行的假定所诠释的靈魂出竅。超自然学说声称魂魄是肉体的复制品（只是更为精细），是所谓的在死后安息的那个物体。更进一步说，在特殊的情境下，魂魄能随意地从肉体中分离出来。如在睡梦中、出神状态或昏迷中、麻醉剂或毒品的影响下，或者是在遭遇意外伤害时，它能无意识地从肉体中分离出来。
超自然现象研究者把“在两地同时出现”的概念与“魂灵投射”联系在了一起。“在两地同时出现”意味着同时出现在两个地方的能力。由于一个人不可能同时出现在两个地方，因此对于这种情况的可能解释就是，物质身体在一个地方，而魂魄在另一个地方。将死之人的魂魄常常会在肉体死亡几个月前被投射到其所爱之人面前。这种现象据称是产生于将死之人想要见到某人或被某人看到的强烈愿望。一些人认为，在主观试验中，随意地投射魂魄是可能的。但是，魂魄的存在还没有得到主流科学的证实。
曾有很多关于“灵魂投射”的案例被报道出来。英国科学家罗伯特·克鲁考就研究了数百个案例，这些案例都是人们在活着时灵魂离开肉体后，又以不可见的魂魄的形式重返到肉体中。在著作《魂魄的投射》（The Projection of the Astral Body）中，西尔万·马尔顿等人和赫里沃德·卡林顿提出了三种类型的投射：意识投射（在这种投射中。投射的主体是清醒的）、半意识投射和无意识投射。无意识投射有两种不同的形式：一类是不能移动的灵魂投射，这是发生在坐着或站着时的无意识魂魄的僵硬投射；另一类是可移动灵魂投射，这种投射发生在主体躺着的时候。马尔等人和卡林顿也报道了一些随意经历灵魂投射的技术。这些技术都需以投射自己魂魄的简单而强烈的欲望为前提。

## 延伸閱讀
- Robert Bruce (1999). Astral Dynamics: A New Approach to Out-of-Body Experiences. Hampton Roads Publishing. ISBN 1-57174-143-7.
- Robert Todd Carroll (2003). The Skeptic's Dictionary: A Collection of Strange Beliefs, Amusing Deceptions, and Dangerous Delusions. John Wiley & Sons. ISBN 0-471-27242-6.
- Thomas Gilovich (1993). How We Know What Isn't So: The Fallibility of Human Reason in Everyday Life. Free Press. ISBN 0-02-911706-2.
- Terence Hines (2003). Pseudoscience and the Paranormal. Prometheus Books. ISBN 1-57392-979-4.
- Robert Monroe (1971). Journeys Out of the Body Doubleday. Reprinted (1989) Souvenir Press Ltd. ISBN 0-385-00861-9.
- Sylvan Muldoon and Hereward Carrington (1929). Projection of the Astral Body. Rider and Company. ISBN 0-7661-4604-9.

## 外部連結
- Astral Projection （页面存档备份，存于） at the Skeptic's Dictionary
- Astral Projection （页面存档备份，存于） at the Astral Institute
- Astral Projection （页面存档备份，存于） at AstralHQ